# 操江 (砲艦)
| 操江     |                             |
| 艦歴     |                             |
| 発注     |                             |
| 建造所   | 江南機器製造総局            |
| 起工     |                             |
| 進水     | 1866年頃                    |
| 就役     | 1869年                      |
| 除籍     | 1903年10月26日内務省移管    |
| その後   | 1924年頃、厳本善造所有      |
| 所属     | 清国海軍 · 大日本帝国海軍   |
| 性能諸元 |                             |
| 排水量   | 常備：640t                  |
| 全長     | 垂線間長:47.7m              |
| 全幅     | 8.6m                        |
| 吃水     | 3.1m                        |
| 機関     | レシプロエンジン2基 350馬力 |
| 最大速   | 9.0kt                       |
| 兵員     | 79名                        |
| 兵装     | 15cm砲2基 機砲 2基          |
| その他   | 信号符字：GQFW（1895年〜）  |

操江（そうこう、さうかう）は、日本海軍の砲艦。元清国海軍の砲艦「操江」(ツァオキアン Tsao-kiang/ Caojiang）で日清戦争の戦利艦である。『幕末以降帝国軍艦写真と史実』によれば、艦名の由来は不明。

## 艦歴
1869年（同治8年）、清国上海の江南製造局にて竣工し、北洋水師に所属した。
1894年（光緒20年・明治27年）7月25日、日清戦争の豊島沖海戦にて貨物船「高陞号」(Caojiang)を護衛中、日本海軍の防護巡洋艦「秋津洲」に拿捕され、9月12日に日本艦籍に編入された。佐世保鎮守府所管。10月14日、警備艦となる。その後の日清戦争中には朝鮮水域の哨戒に従事した。1898年（明治31年）3月21日、日本海軍は海軍軍艦及び水雷艇類別標準を制定し、1,000トン未満の軍艦を二等砲艦と定義。操江は二等砲艦に類別される。
1903年（明治36年）5月22日、千島方面の測量任務中、濃霧のため根室湾にて座礁し、7月9日に浮揚された。10月26日に除籍され内務省に移管し、神戸港に繋留された兵庫県港務部検疫船「操江号」となった。1924年、西宮市の厳本善造の所有となり「操江丸」として船籍に登録される。1965年まで船籍に登録されていたという。

## 艦長
※『日本海軍史』第9巻・第10巻の「将官履歴」及び『官報』に基づく。
日本海軍
- 酒井正房 大尉：1896年4月1日 - 11月24日
- 福井正義 大尉：1896年11月24日 - 1898年5月3日
- 杉坂虎次郎 少佐：1898年5月3日 - 6月28日
- 三戸与十郎 少佐：1898年6月28日 - 1899年12月13日[7]
- 臼井幹蔵 少佐：1901年7月29日 - 10月1日
- 東郷吉太郎 少佐：1901年10月1日 - 1902年10月6日
- 稲葉宗太郎 少佐：1902年10月6日 - 1903年2月7日
- 田中鋭郎 少佐：1903年2月7日 - 8月27日